# Breitenstein (Schwäbisch Hall)
Breitenstein ist ein Wohnplatz im Stadtteil Eltershofen von Schwäbisch Hall im Landkreis Schwäbisch Hall im Nordosten Baden-Württembergs.

## Geographische Lage
Breitenstein liegt auf Höhen von 360–395 m ü. NHN am Westrand der Haller Ebene zum Geländeknick ins Tal des Kochers hinab, der gut hundert Meter tiefer und in einer Entfernung von etwa 700 Metern am namengebenden Dorf des Nachbarstadtteils Gelbingen vorbei in seine dortige westliche Talschlinge eintritt. Breitenstein liegt über dem Talwald an den noch flach einfallenden Hängen, die am Westrand des Wohnplatzes in den steilen Klingeneinschnitt des Eltershofer Bachs übergehen, der nach kurzem Lauf in Gelbingen in den Kocher mündet.
Der Wohnplatz steht auf der Lettenkeuper-Auflage (Erfurt-Formation) des Muschelkalks, die zu beträchtlichen Teilen in zwei zum Beginn der Klinge des Eltershofer Bachs hin konvergenten Obertalmulden von holozänem Schwemmland überdeckt ist.
Die nächsten Siedlungsplätze sind das Dorf Gelbingen weniger als 300 Meter im Westen, der dessen Stadtteil zugehörige Weiler Erlach etwa 900 Meter im Nordwesten, das Dorf Eltershofen etwa 600 Meter im Nordosten und das frühere Dorf Weckrieden, heute ebenfalls Stadtteil, etwa 400 Meter im Süden, die alle zu Schwäbisch Hall gehören. (Entfernungsangaben in Luftlinie von Ortsrand zu Ortsrand.)

## Beschreibung
Breitenstein umfasst 80–100 Hausnummern längs eines guten halben Dutzends kurzer Siedlungsstraßen. Wegen der späten Gründung gibt es keinerlei Landwirtschaft am Ort. In der Mitte des Wohnplatzes steht die sogenannte EWG-Schule, die von den damals noch selbständigen Gemeinden Eltershofen, Weckrieden und Gelbingen zwischen den Orten auf der grünen Wiese erbaut wurde.

## Geschichte
Breitenstein ist ein recht junger Wohnplatz, von dem weder auf Gemarkungskarten des 19. Jahrhunderts noch in einem Messtischblatt von 1930 auch nur ein einziges Gebäude schon eingetragen ist. Die erste Erwähnung als Wohnplatz stammt aus dem Jahre 1971. Etwa hundert Meter westlich des Siedlungsrandes steht am Abgang der Alten Steige von der L 2573 ins Kochertal hinab ein Wohnhäuschen, das nach Größe und Baustil aus älterer Zeit stammen muss, jedoch auf keiner der älteren Karten eingetragen ist.

## Verkehr
Der nordwestliche Siedlungsrand grenzt an die ins Kochertal hinabführende K 2573, die ein Abschnitt der Schwäbisch Haller Nordostumgebhung ist und Breitenstein ans öffentliche Straßennetz anbindet. Von dieser ab führt gegenüber von Breitenstein die K 2574 nach Erlach und etwas nordöstlich von Breitenstein die K 2659 nach Eltershofen. Ein Kraftfahrzeugen verbotenes Sträßchen führt südwärts nach Weckrieden und die ebenfalls nicht motorisiert befahrbare Alte Steige in der Bachklinge nach Gelbingen hinab.
Der KreisVerkehr Schwäbisch Hall bedient werktags ein knappes Dutzend Mal mit der Linie 6 die Strecke Innenstadt Schwäbisch Hall – Gelbingen – Breitenstein – Erlach – Eltershofen – Innenstadt  Schwäbisch Hall, teils nicht in ganzer Länge. Zudem gibt es am Samstagen drei Verbindungen auf der Strecke. Werktags spät, samstags und an Sonn- und Feiertagen gibt es daneben auch noch spärliche Bedienung durch die Rufbus-Linie R 23, die auf längerer Strecke fährt.

### LUBW
Amtliche Online-Gewässerkarte mit passendem Ausschnitt und den hier benutzten Layern: Breitenstein und Umgebung

Allgemeiner Einstieg ohne Voreinstellungen und Layer: Daten- und Kartendienst der Landesanstalt für Umwelt Baden-Württemberg (LUBW) (Hinweise)
1. ↑  Höhe nach dem Höhenlinienbild auf dem Hintergrundlayer Topographische Karte.
2. ↑  Länge abgemessen auf dem Hintergrundlayer Topographische Karte.

### Andere Belege
1. ↑  Wolf-Dieter Sick: Geographische Landesaufnahme: Die naturräumlichen Einheiten auf Blatt 162 Rothenburg o. d. Tauber. Bundesanstalt für Landeskunde, Bad Godesberg 1962. → Online-Karte (PDF; 4,7 MB)
2. ↑  Geologie nach den Layern zu Geologische Karte 1:50.000 auf: Mapserver des Landesamtes für Geologie, Rohstoffe und Bergbau (LGRB) (Hinweise)
3. 1 2  Ersterwähnung nach der Seite Breitenstein – Wohnplatz des landeskundlichen Informationssystems www.leo-bw.de, dort auch ältere Gemarkungskarten.
4. ↑  Meßtischblatt 6824 Hall von 1930 in der Deutschen Fotothek
5. ↑  Siedlungsuntypisches älteres Wohnhäuschen nach eigener Beobachtung um 2010.
6. ↑  Linienangebot des Kreisverkehrs Schwäbisch Hall nach Ort